# Amata degenerata
Amata degenerata là một loài bướm đêm thuộc phân họ Arctiinae, họ Erebidae.